# Os Famosos e os Duendes da Morte
Os Famosos e os Duendes da Morte é um filme brasileiro de 2009, dirigido por Esmir Filho.
O roteiro foi escrito a quatro mãos por Esmir Filho e Ismael Caneppele, baseado no romance homônimo de Caneppele. O escritor também interpreta o personagem Julian. O protagonista, interpretado por Henrique Larré, é Mr. Tambourine Man (nome inspirado numa canção de Bob Dylan), um adolescente que usa a internet para escapar do tédio da cidade onde mora, no interior do Rio Grande do Sul.

## Elenco
- Adriana Seiffert - Mãe de Paulinho
- Áurea Baptista - Mãe
- Henrique Larré - Mr. Tambourine Man
- Ismael Caneppele - Julian
- Samuel Reginatto - Diego

## Principais prêmios e indicações
Festival do Rio 2009